# Cerapus crassicornis
Cerapus crassicornis är en kräftdjursart som först beskrevs av Charles Spence Bate 1856.  Cerapus crassicornis ingår i släktet Cerapus och familjen Ischyroceridae. Arten är reproducerande i Sverige. Inga underarter finns listade i Catalogue of Life.